# Buenavista, Acambay de Ruíz Castañeda
Buenavista är en ort i Mexiko, tillhörande kommunen Acambay de Ruíz Castañeda i den västra delen av delstaten Mexiko, i den centrala delen av landet. Orten hade 544 invånare vid folkräkningen 2010.